# Andy Koyama
Andy Koyama (Toronto, Canadá, 18 de abril de 1962) é um sonoplasta canadense. Como reconhecimento, foi nomeado ao Oscar 2014 na categoria de Melhor Mixagem de Som por Lone Survivor.